# Waldburg (Germania)
Waldburg è un comune tedesco di 3 301 abitanti situato nel land del Baden-Württemberg, ed appartenente al circondario di Ravensburg.

## Storia
Nel 1424, la contea venne divisa in:
- Waldburg-Sonnenburg, annessa all'Austria, 1511
- Waldburg-Trauchburg, divisa nel 1504:
  - Waldburg-Capustigall, annessa alla Prussia, 1745
  - Waldburg-Trauchburg, divisa nel 1612:
    - Waldburg-Friedburg-Scheer, restaurata nel 1717
    - Waldburg-Trauchburg, divisa nel 1717:
      - Waldburg-Scheer, restaurata nel 1764
      - Waldburg-Trauchburg, annessa dal Waldburg-Zeil, 1772
- Waldburg-Wolfegg-Zeil, divisa nel 1589:
  - Waldburg-Waldburg, divisa tra Waldburg-Wolfegg e Waldburg-Zeil nel 1660
  - Waldburg-Wolfegg, divisa nel 1667:
    - Waldburg-Waldsee, elevata a principato nel 1803, sotto la guida del Regno del Württemberg nel 1806
    - Waldburg-Wolfegg, annessa al Waldburg-Waldsee nel 1798

  - Waldburg-Zeil, divisa nel 1674:
    - Waldburg-Wurzach, elevata a principato nel 1803, sotto la guida del Regno del Württemberg nel 1806
    - Waldburg-Zeil, elevata a principato nel 1803, sotto la guida del Regno del Württemberg nel 1806

## Punti d'interesse
Edifici notevoli sono il castello medioevale posto in cima ad una larga collina, che domina tutta la città. Il castello di Waldburg è datato al XII sec. quando la città era una Contea del Sacro Romano Impero.